# Evolvulus jacobinus
Evolvulus jacobinus är en vindeväxtart som beskrevs av Stefano Moricand. Evolvulus jacobinus ingår i släktet Evolvulus och familjen vindeväxter. Utöver nominatformen finns också underarten E. j. ramosus.